# 土持久助
土持 久助（つちもち ひさすけ）は、安土桃山時代から江戸時代前期にかけての武士。高橋元種の家臣。

## 略歴
天正9年（1581年）、土持久綱の次男として誕生。兄・信村が慶長の役で陣没するに伴い、その代わりに高橋元種に仕えた。
しかし、慶長18年（1613年）、高橋家が改易となるに伴い、弟・盈信を頼り、薩摩国に落ちた。